# Friedrich Salomon Vögelin

Friedrich Salomon Vögelin,
Foto: Johannes Ganz, Zürich, vor 1886

Friedrich Salomon Vögelin (* 26. Juli 1837 in Zürich; † 17. Oktober 1888 ebenda) war ein Schweizer Theologe, Kunsthistoriker und Politiker.  Ab 1870 war er Ordinarius für Kultur- und Kunstgeschichte an der Universität Zürich, ab 1875 Mitglied des Schweizer Nationalrates. Er war der Initiant des Schweizerischen Landesmuseums.

## Leben
Friedrich Salomon Vögelin entstammte einer stadtzürcherischen Theologenfamilie. Nach seiner Schulzeit in Zürich studierte er an der Universität Basel Theologie und besuchte Vorlesungen beim Kultur- und Kunsthistoriker Jacob Burckhardt. Nach kunsthistorischen Studien in Heidelberg und in Berlin fand er eine Anstellung als Pfarrer in Uster, war aber aufgrund seiner reformtheologischen Tendenzen umstritten. Nach einer Anstellung als Dozent der Schweizergeschichte in Küsnacht wurde er 1870, zusammen mit Johann Rudolf Rahn, an den neu geschaffenen Lehrstuhl für Kultur- und Kunstgeschichte an der Universität Zürich berufen. Daneben war Vögelin, seit seiner Zeit in Uster Anhänger der radikaldemokratischen Bewegung, politisch tätig. Nach den Parlamentswahlen 1875 gehörte er bis 1888 als erster Arbeitervertreter dem Nationalrat an. 
Friedrich Salomon Vögelin setzte sich für den Denkmalschutz und für die Pflege des nationalen Kunsterbes ein. Zusammen mit seinem Freund Heinrich Angst setzte er sich für die Schaffung des Schweizerischen Landesmuseums ein. Er verfasste eine Vielzahl von kunsthistorischen Aufsätzen, die vornehmlich in den Neujahrsblättern der Stadtbibliothek Zürich publiziert wurden. Salomon Vögelin war es auch, der auf dem Estrich der ehemaligen Stadtbibliothek Zürich den berühmten Holbein-Tisch wiederentdeckte, der heute als Depositum der Zentralbibliothek Zürich im Schweizerischen Landesmuseum aufbewahrt wird.
Er fand auf dem Friedhof Sihlfeld seine letzte Ruhestätte.

## Werke
- Die Wandgemälde im bischöflichen Palast zu Chur mit den Darstellungen der Holbeinischen Todesbilder : eine kunstgeschichtliche Untersuchung. Orell, Füssli & Comp., Zürich 1878 (Digitalisierte Ausgabe der Universitäts- und Landesbibliothek Düsseldorf)

## Würdigungen
- 1885: Ehrendoktortitel der Universität Basel
- In Zürich-Wollishofen ist eine Strasse nach ihm benannt.[1]